# Faeto
Faeto község (comune) Olaszország Puglia régiójában, Foggia megyében.

## Fekvése
Foggiától délnyugatra, a Dauniai-szubappenninek vidékén fekszik.

## Története
Faeto első említése I. Károly nápolyi király egy 1269-beli rendeletében jelenik meg. A 13. század elején provanszál katonák telepedtek le. A településen napjainkban is számottevő a provanszál nyelvet beszélők száma.

## Népessége
A lakosság számának alakulása:

## Főbb látnivalói
- Provanszál népművészeti múzeum
- Santissimo Salvatore-templom